# Paul Wassily

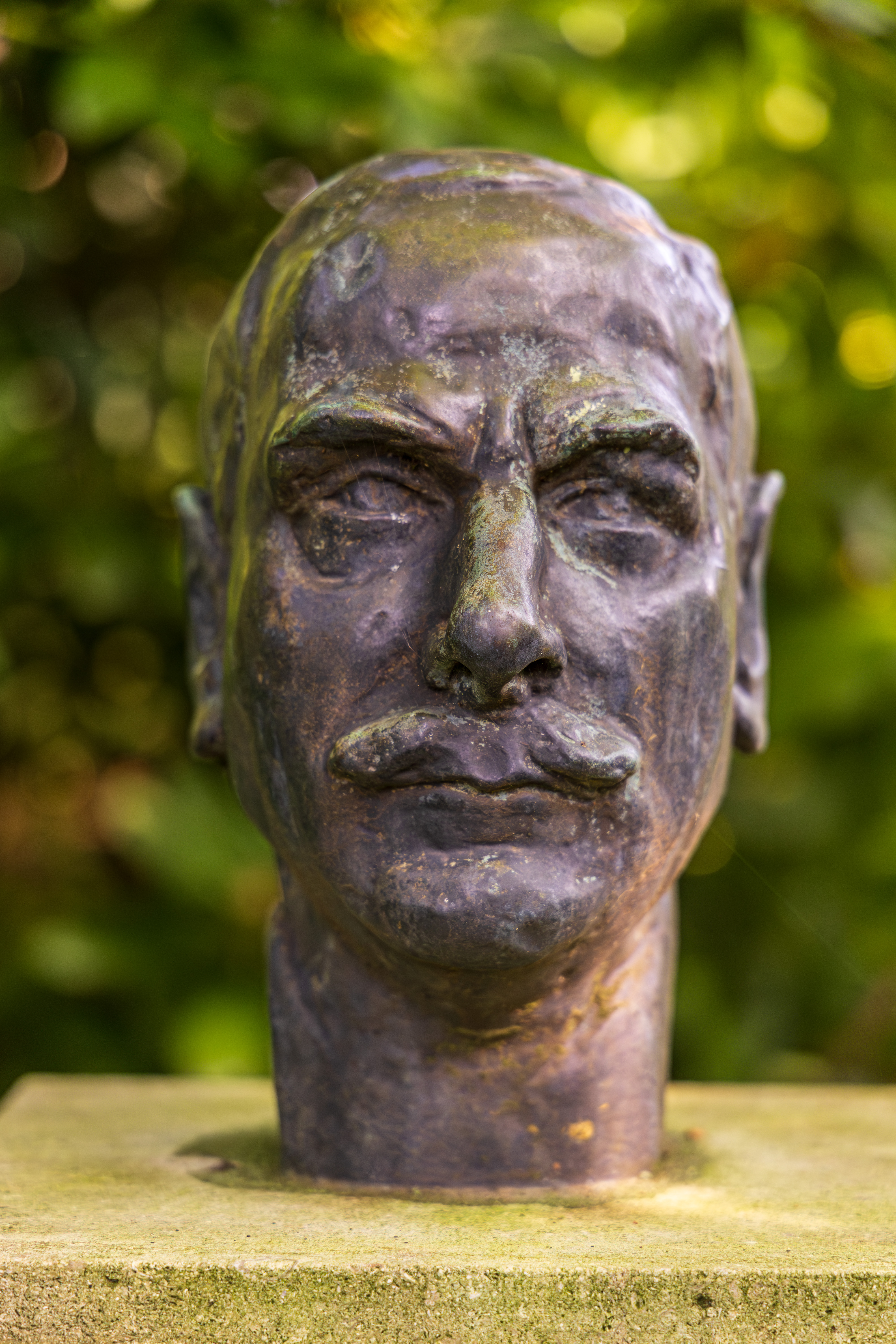
Büste Paul Wassilys auf seinem Grab, Südfriedhof (Kiel)

Paul Johann Friedrich Wassily (* 16. März 1868 in Husum; † 7. Mai 1951 in Kiel) war ein deutscher Arzt, Maler und Kunstsammler.

## Leben

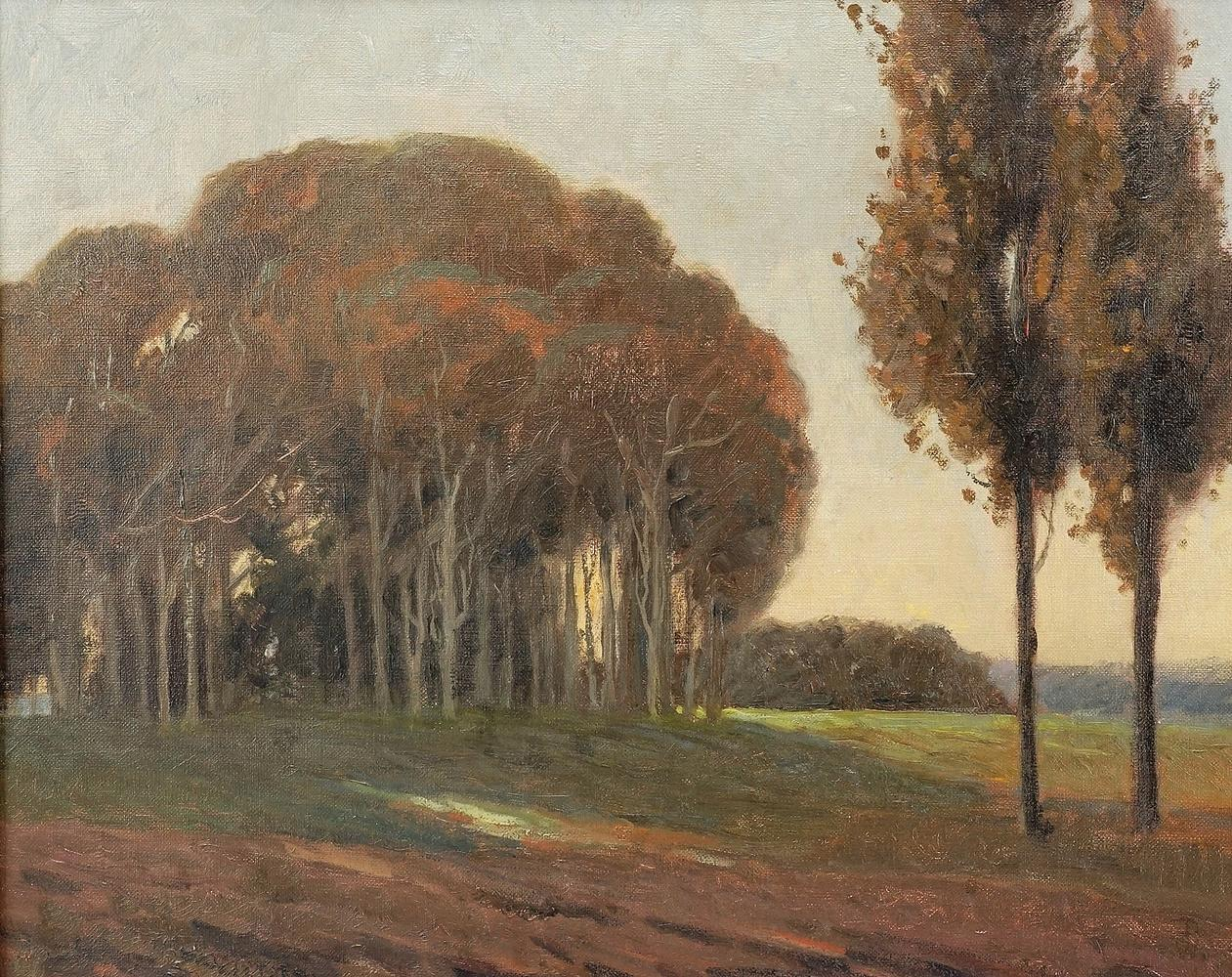
Buchenwald in Holstein (1924); Öl auf Leinwand

Wassily besuchte bis zum Abitur das Hermann-Taft Gymnasium in Husum. Nach dem Vorbild des Großvaters mütterlicherseits studierte er Medizin  in Kiel und Berlin. Durch seine positiven Erfahrungen mit der Homöopathie, die er 1892 während eines sechswöchigen freiwilligen Einsatzes bei der Choleraepidemie in Hamburg gesammelt hatte, und durch die Heilung seines langwierigen Magenleidens durch einen Homöopathen, verschrieb er sich schon vor der Jahrhundertwende der Homöopathie. Die Veröffentlichung seiner positiven Erfahrungen mit der homöopathischen Therapie bewirkte eine Ablehnung der ärztlichen Abschlussprüfung vor der Medizinischen Fakultät in Kiel. Daher legte er das Staatsexamen in Leipzig ab. Promoviert wurde Wassily 1893 in Jena. Nach einer einjährigen Tätigkeit als Schiffsarzt, die er 1894 als Wehrdienstpflichter absolvierte, und einer 1895 begonnenen Assistentenzeit bei dem bekannten, Homöopathie praktizierenden Arzt Carl Kunkel übernahm er 1897 nach dessen Tod die Praxis und das Haus Kehdenstraße 6 in Kiel. Dieses Haus hatte im 16. und 17. Jahrhundert dem Geschlecht der Grafen Rantzau als Stadtwohnung gedient.
Außerhalb seiner ärztlichen Tätigkeit galt seine Leidenschaft der Musik und der Malerei. Er war ein engagierter Kunstsammler und wurde Freund und Mäzen zahlreicher Künstler, darunter u. a. Ernst Eitner, welcher ihn häufiger besuchte und porträtierte. In seinem Musiksaal hingen unter vielen anderen auch etwa siebzig Bilder des Berliner Malers Hermann Hendrich. Durch Hendrich bekam er Zugang zu dem Friedrichshagener Dichterkreis und zu dem engeren Bayreuther Kreis. Sein Haus war Begegnungsstätte zahlreicher Künstler und Persönlichkeiten des öffentlichen Lebens.
Wassily wirkte auch selbst als Maler, unterstützt von Hendrich und Friedrich Ahlers-Hestermann, deren Schüler er war. Er richtete ein Atelier in der Kehdenstraße ein, in dem er zusammen mit befreundeten Malern an der Staffelei arbeitete. Zudem unternahm er häufig mit ihnen Ausflüge und suchte sich landschaftliche Motive, insbesondere in seiner nordfriesischen Heimat. So malte er unter anderem das Ausflugslokal „Erholung“ am Husumer Deich. Häufig griff Wassily auch Themen auf, die andere Künstler in seiner Kunstsammlung bereits bearbeitet hatten,  manchmal verwendete er sogar denselben Titel. Mitunter dienten ihm die Sammlungsobjekte als Vorlage, in anderen Fällen arbeitete er mit den Künstlern gemeinsam vor demselben Objekt. Beispielsweise malte er 20 Jahre nach Erwerb des Gemäldes Grunewaldsee von Walter Leistikow eine gleichnamige Variante dieses Motivs.
Wassily führte eine ärztliche Praxis in Plön und später in Eutin. 1948 ging er in den Ruhestand und kehrte nach Kiel zurück, wo er in der Rathausstraße 2 eine Etagenwohnung hatte. An seinem 80. Geburtstag vermachte Wassily den größten Teil seiner nach der Ausbombung 1941 noch verbliebenen Kunstsammlung der Kunsthalle zu Kiel.

## Werke (Auswahl)
- Landschaft aus Dänemark, 1913, 49 × 64 cm, Öl auf Pappe, Kunsthalle zu Kiel
- Herbst im Riesengebirge, 1915, 52 × 64 cm, Öl auf Pappe, Kunsthalle zu Kiel
- Grunewaldsee, 1917, 50 × 60 cm, Öl auf Pappe, Kunsthalle zu Kiel
- Blühender Kaktus, 1923, 64,5 × 39 cm, Öl auf Leinwand, bezeichnet unten rechts: „PW“ und rückseitig: „Dr. Wassily Kiel“, Kunsthalle zu Kiel
- Weiden, 1924, 46,5 × 57,5 cm, Öl auf Pappe, Kunsthalle zu Kiel
- „Erholung“ am Husumer Deich, 1935, Öl auf Pappe, Nordfriesland Museum. Nissenhaus Husum
- Halligkante, 1944, 50 × 60 cm, Öl auf Sperrholz, Kunsthalle zu Kiel
- Ein Mann geht durch die Stadt, 1950, 56 × 41,5 cm, Öl auf Hartfaserplatte, bezeichnet unten links: „PW“, Kunsthalle zu Kiel
- Blumenstillleben, 56,5 × 45 cm, Öl auf Leinwand, bezeichnet unten rechts: „PW“ und rückseitig: „Dr. Wassily Kiel“, Kunsthalle zu Kiel

## Ehrungen
- In Kiel erinnert die Wassilystraße an den ehemaligen Arzt, Maler und Kunstsammler.[5]
- Eine Gedenktafel an dem Neubau des Hauses Kehdenstraße 6 hält seinen Namen ebenfalls in Erinnerung.
- Das Ehrengrab befindet sich auf dem Kieler Südfriedhof, Feld K Nr. 13a.[6]